# Сражение при Спеце

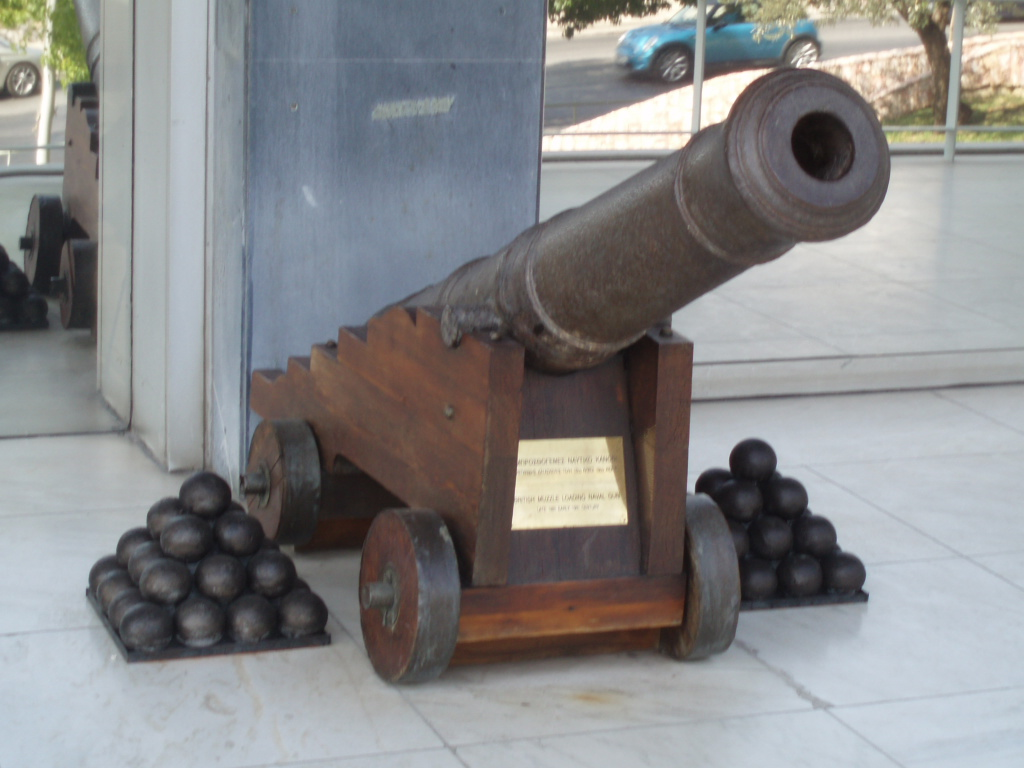
Морское орудие 1821 года

Сражение при острове Спеце (греч. Ναυμαχία των Σπετσών) — бой между флотами греческих повстанцев и Османской империи, произошедший 8 (20) сентября — 13 (25) сентября 1822 года в ходе Освободительной войны Греции 1821—1829 годов.

## Предыстория

Флаг острова Спеце в годы Греческой революции

После того как Константин Канарис 6 июня 1822 года сжёг на острове Хиос турецкий флагман, на котором погиб и капудан-паша (командующий флотом) Кара-али (см. Хиосская резня), османский флот ушёл в Константинополь. Султан назначил новым капудан-пашой Кёсе Мехмет-пашу, но тот, возглавляя малую эскадру, находился в городе Патры, Пелопоннес. Османская эскадра вышла снова в Эгейское море, под командованием капудан-бея (вице-адмирала) Ибрагима. Перед армадой была поставлена задача пройти без остановки в Ионическое море, достичь города Патры, взять на борт командующего Кёсе Мехмета, помочь турко-албанцам Омер-Вриони переправиться на Пелопоннес, оказать содействие войскам Драмали-паши (см. Битва при Дервенакии) и вернувшись в Эгейское море, снабдить крепости города Нафплион, осажденные греками.

## Армада
12 июля 1822 года армада была замечена западнее острова Лесбос. Армада насчитывала 6 двухпалубных линейных кораблей, 15 фрегатов, большое число корветов, бригов — в общей сложности 87 единиц.
13 июля армада прошла у острова Идра и направилась к мысу Тенарон (Матапан), южная оконечность Пелопоннеса. И греки и турки были удивлены тем, что армада не зашла в Аргосский залив оказать содействие войскам Драмали-паши, но капудан-бей Ибрагим не имел информации о том, что Драмали уже находится в Арголиде.
20 июля армада подошла к городу Месолонгион, откуда, согласно плану, предполагалось переправить турко-албанцев Омер-Вриони на Пелопоннес. Но Омер-Вриони здесь не было, он всё ещё осаждал сулиотов в их горах и армада потеряла здесь несколько дней в безуспешной попытке взять островок Василади.
Наконец, 27 июля корабли армады отдали якоря на рейде города Патры. Но здесь была получена новость о том, что экспедиция Драмали-паши кончилась плачевно (см. Битва при Дервенакии). Армада вышла из Патр, направляясь в Эгейское море под командованием Кёсе Мехмета для выполнения оставшейся задачи — снабжения крепостей Нафплиона. Но для Кёсе Мехмета этого было недостаточно и он поставил себе целью уничтожение двух из трёх основных столпов греческого флота — островов Спеце и Идра

## Греческий флот

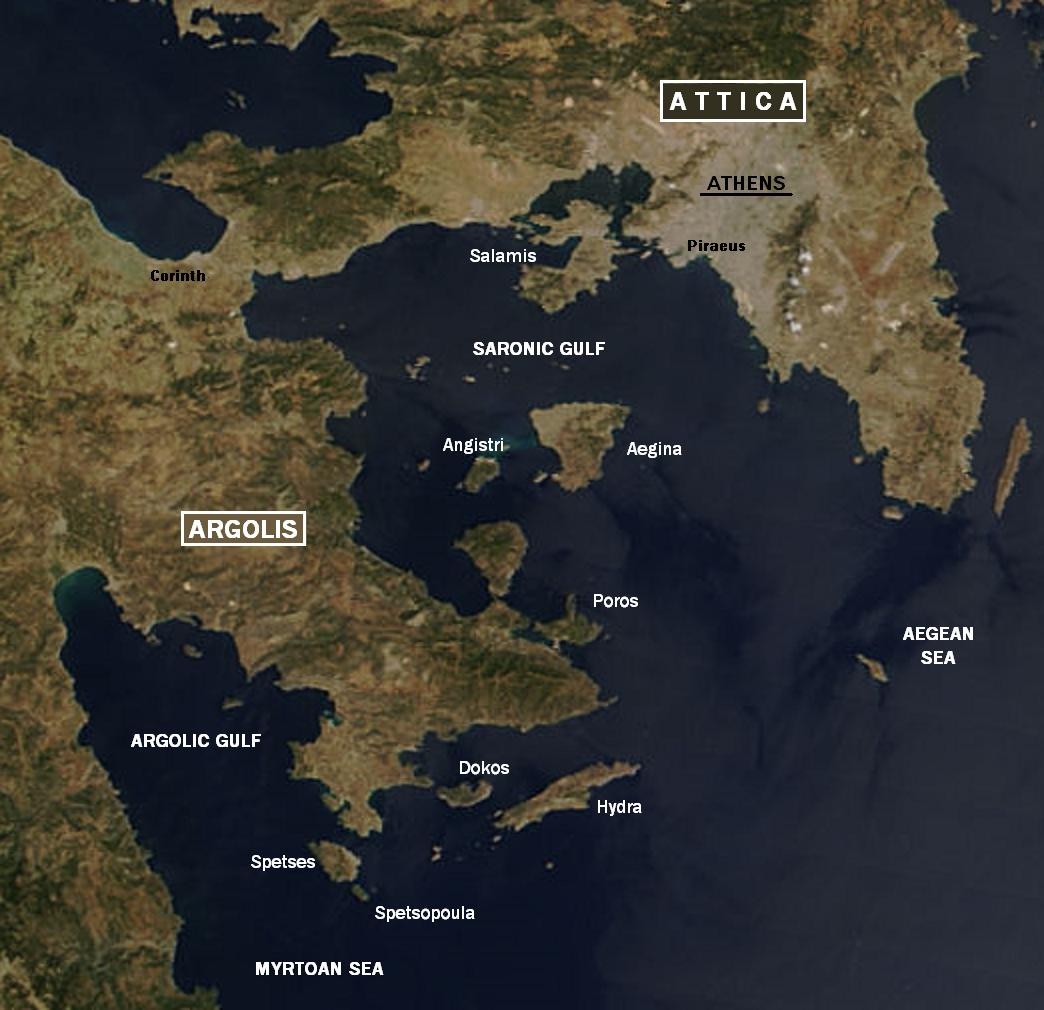
Спутниковое фото Саронических островов.

Объединённый флот 3-х греческих островов Идра, Спеце, Псара насчитывал 53 вооружённых корабля и 10 брандеров. Патрулирующие корабли обнаружили османскую армаду, огибающую мыс Матапан, 30 августа. Всё гражданское население острова Спеце, с его пологими берегами, удобными для высадки, перебралось на скалистую Идру.
Только 60 специотов, которых возглавляли Мексис, Иоаннис и Анастасиос Андруцос, остались на острове, поклявшись «быть погребёнными на родной земле».
Мексис организовал 3 пушечные батареи, самая сильная из которых была установлена в Старой гавани.

## Сражение

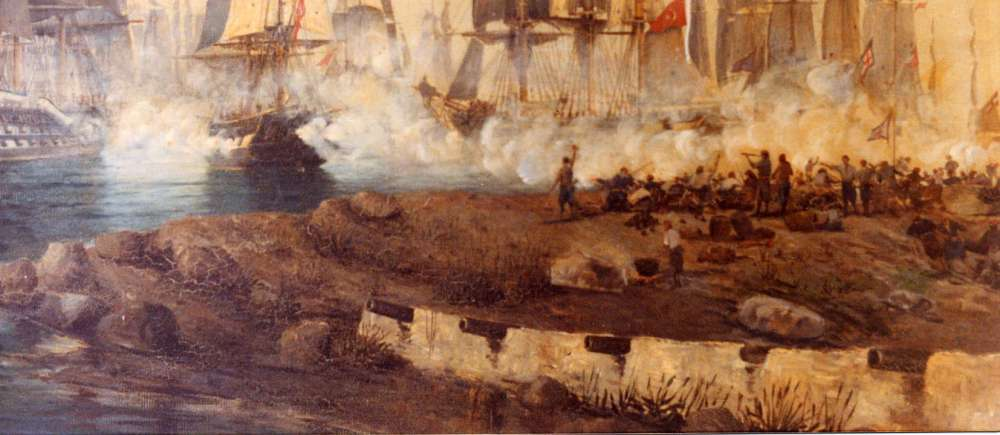
Батарея Мексиса на фоне Сражения при Спеце

Встретив свежую погоду, армада задержалась и появилась перед греческим флотом только 8 сентября. Греческие корабли находились между Спеце и Идра. Армада сразу направилась к проливу между Спеце и Идра, чего командующий греческим флотом Миаулис Андреас-Вокос не ожидал. Миаулис поднял сигнал «флот следует за адмиралом» и направился к берегу Пелопоннеса. Согласно греческим историкам, его план мог привести к катастрофе.
Но капитаны Цупас, Ламбру, Криезис, Антониос, Лембесис, Теодорис отказались следовать за Миаулисом и пошли навстречу армаде, открыв огонь «на удивление врагам и друзьям».
После этого Миаулис развернулся и также пошёл на армаду, которая к тому времени вошла уже глубоко в пролив. Кап. Пипинос бросился со своим брандером на алжирский фрегат. Около 50 алжирских моряков, с хорошими морскими навыками, бросились на абордаж уже горящего брандера. Многие из алжирцев сгорели, но им удалось отогнать брандер от фрегата. Брандер сел на мель (которая по сегодняшний день именуется Брандер) сгорел, но не без пользы, внеся замешательство в османской линии и дав грекам передышку.
С Идры, как в древности с Саламины (Битва при Саламине), старики, женщины и дети наблюдали за ходом боя.
К 14:00 исход сражения был ещё не ясен, когда в атаку пошёл брандер кап. Барбацис, Космас, находившийся в составе 18 кораблей, вставших перед Спеце и принявших основной удар османского флота.
Подбодряемый экипажами других кораблей, Барбацис «превзошёл себя в этот момент» и пошёл прямо на турецкий флагман.
Кёсе Мехмет не выдержал атаки Барбациса и развернул свой корабль к выходу из пролива. За ним последовала вся армада под возгласы греческих моряков и населения. Острова были спасены от смерти и порабощения.

## Нейтральные
9 и 10 сентября османские и греческие корабли оставались без движения, из-за безветрия. 9 сентября у входа в гавань Идры встал флагман французской эскадры Средиземного моря. Адмирал де Вьела потребовал компенсацию в 35 тыс. пиастров за груз пшеницы с французского торгового корабля, конфискованного греческим гарнизоном крепости Монемвасия. Остров не располагал такими деньгами и де Виела, сделав несколько выстрелов по острову, получил взамен 6 знатных турецких заложников, предназначенных для обмена.
11 сентября, при свежем ветре, армада направилась к Нафплиону, сопровождая свои транспорты и торговое судно под австрийским флагом. Но Кёсе Мехмет, не дойдя до Нафплиона всего 11 миль и получив информацию от де Виела, что между островками Роди и Даскалио что у городка Толос его ждут 2 греческих брандера (кап. Церемис и Теодорис) последовал совету де Виела и не повёл флот в узкости, оставив австрийца одного. Капитан австрийского корабля Иосиф Верник, видя невдалеке французский фрегат, поднял французский флаг, но капитаны греческих брандеров не поддались на уловку и арестовали австрийское судно.
Армада, после ещё одной безуспешной попытки войти в пролив между Идрой и Спеце, ушла на Крит.
Левантийцы Смирны (Измир) зафрахтовали 2 торговых судна под английским флагом, с продовольствием для Нафплиона. Первое греки перехватили у острова Саламин, второе, под именем «The Flora of London», сумело войти в Аргосский залив, На перехват англичанина был послан бриг Персефона, где капитаном был Катрамадос, человек с пиратским прошлым, известный и как греческий Jean Barth. Катрамадос, невзирая на артиллерийский огонь с турецких крепостей, взял английский корабль на абордаж, когда он уже собирался отдавать якоря на рейде Нафплиона.
Турецкий гарнизон Нафплиона был обречён.

## Значение
Каждый год в сентябре на острове Спеце проводят недельный фестиваль «Армата», празднуя победу 1822 года и сжигают в гавани макет турецкого флагмана. И хотя в действительности османская армада не потеряла в этом сражении ни флагмана, ни другой линейный корабль, это сражение спасло Спеце и, вероятно, Идру от разрушения; предопределило судьбу крепостей Нафплиона.
Османская армада в октябре направилась с Крита назад, в Константинополь, но понесла серьёзные потери у острова Тенедос.